# Fontainemore
Fontainemore (walserdeutsch Pischu, italienisch Fontanamora während des Faschismus 1936–1946) ist eine norditalienische Gemeinde mit 432 Einwohnern (Stand 31. Dezember 2023) im Aostatal. Fontainemore ist Mitglied der Unité des Communes valdôtaines Mont-Rose und liegt nahe dem Eingang zum Lystal, einem Seitental des Aostatals.

## Einzelnachweise

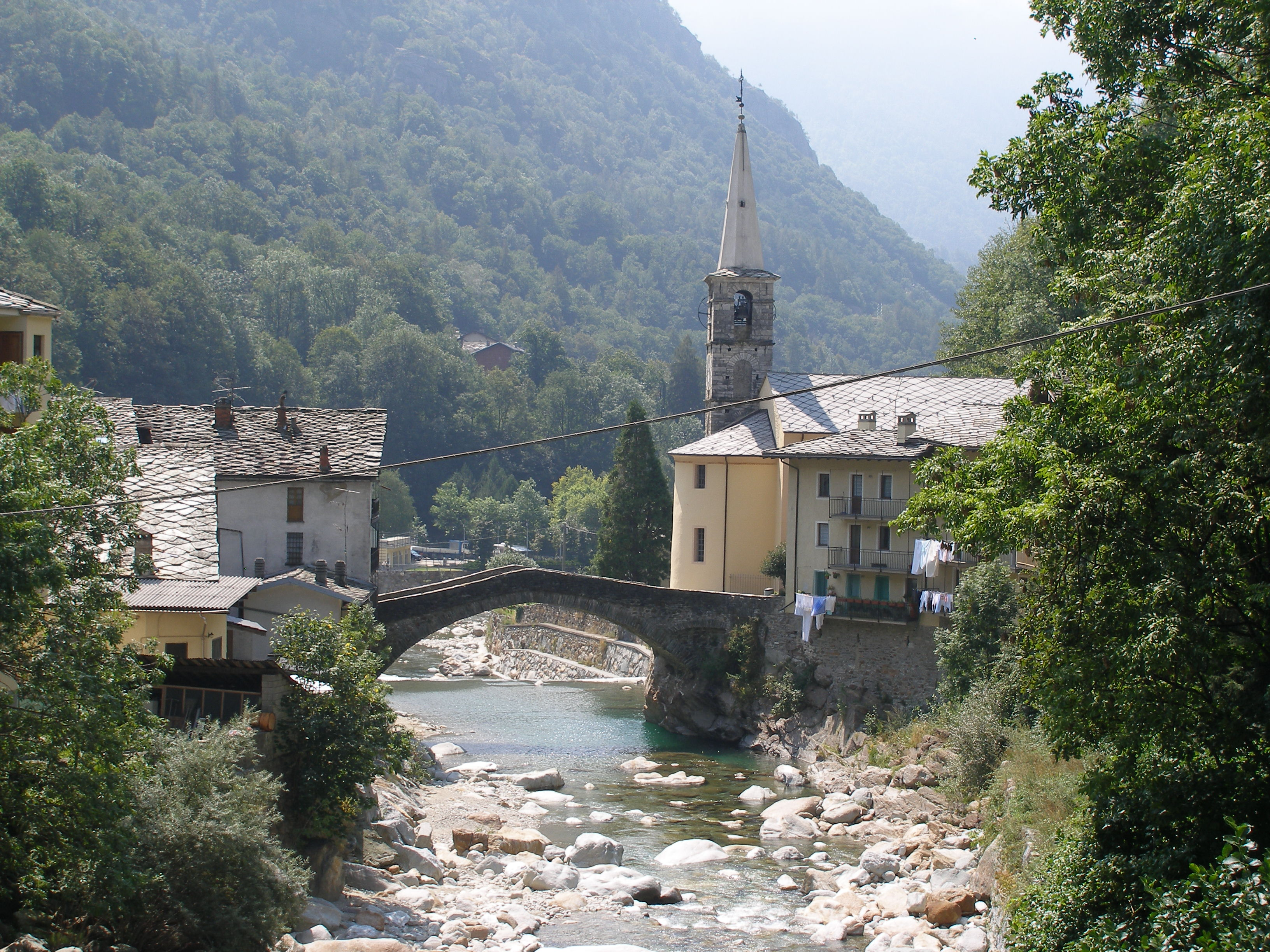
Fontainemore